# Arachne (Textil)

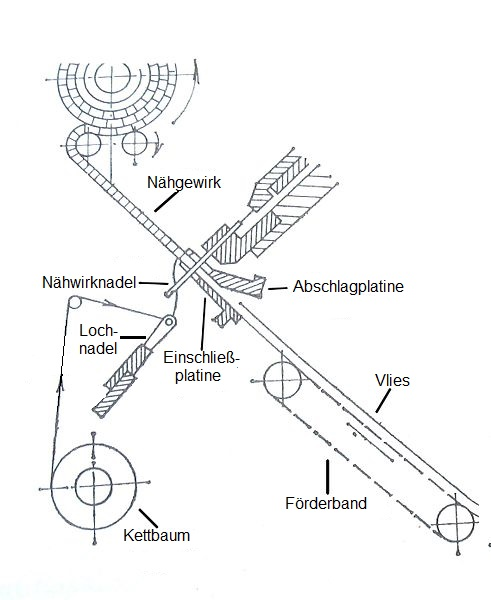
Schema der Nähwirkmaschine Arachne

Arachne bezeichnet ein Erzeugnis der Nähwirktechnik auf der Basis eines Faservlieses sowie die dieses Vlies erzeugende Maschine. Die Entwicklung erfolgte auf dem von Josef Zmatlik 1949 in der Tschechoslowakei angemeldeten Patent. Die Produktionsaufnahme von textilen Flächengebilden auf der Nähwirkmaschine Arachne erfolgte 1958.
Die Arachne-Maschine arbeitet nach demselben Prinzip wie die Maschine für die Herstellung von Maliwatt, sie unterscheidet sich lediglich durch die Anordnung und Konstruktion der einzelnen Arbeitsorgane und des Antriebes:
- Der Legeschienenversatz erfolgt durch Musterradgetriebe oder auch Kegelgetriebe – hingegen bei Mali-Maschinen durch Kurbelgetriebe, womit die Arbeitsgeschwindigkeit der Maliwatt-Maschinen höher ist,
- Die Zuführung des Grundmaterials (Vlies) erfolgt an der Arbeitsstelle von unten nach oben, bei Maliwatt-Maschinen von oben nach unten.
- Die Arachne-Maschine verfügt über ein geschlossenes Schieber-Schließdraht-System, eine Röhrennadel, in deren Öffnung der Schließdraht gleitet, der Nadelhaken ist nach unten offen.
- Die Nähwirkwerkzeuge sind in einem Winkel zur Horizontalen angeordnet.

Zusätzlich zu Franse und Tuch sind Trikot-Legungen, Atlas-Legungen und Schusslegungen möglich.
Der Name Arachne (altgriechisch ἀράχνη aráchnē „Spinne“) erinnert an eine Weberin der griechischen Mythologie. Diese forderte Athene – unter anderem die griechische Göttin der Kunst, des Handwerks und der Handarbeit – zu einem Wettstreit auf dem Gebiet der Webkunst heraus, den sie souverän gewann.